# Az AFC Ajax 2019–2020-as szezonja
A 2019-2020-as szezon az AFC Ajax 64. szezonja az Eredivisie-ben, a holland labdarúgás legmagasabb osztályában. Az amszterdami csapat még mindig az elejétől kezdve jelen van az első osztályban. Ahogy az elmúlt szezonban, úgy most is a csapat - tétmérkőzéseit magába foglaló - szezonja július végén kezdődött el de idén a Holland Szuperkupával kezdték a szezont.
Az Ajax úgy kezdte az idényt ahogy azt tavasszal befejezték, győzelemmel. Első tétmérkőzésük a 2019-es Szuperkupa döntő volt amit meg is nyertek a PSV Eindhoven-nel szemben. Így most fordult elő Hollandiában második alkalommal, hogy egy csapat egy szezonban triplázzon (bajnoki cím, kupagyőzelem, szuperkupa győzelem). Első alkalommal és eddig utoljára 2002-ben fordult ilyen elő, akkor is az Ajax vitte ezt véghez.
Az Ajax a holland kupa idei szezonjában csupán decemberben, a második fordulóban csatlakoztak a mezőnyhöz. A holland szövetség új szabálya szerint azok a csapatok akik bejutnak valamelyik európai kupa (BL vagy EL) főtbálájára azok kihagyják az első fordulót. Ebben a szezonban az AFC Ajax, a PSV Eindhoven, az AZ Alkmaar és a Feyenoord hagyta ki ezért a kupa első fordulóját.
A kupában egészen az elődöntőig jutottak el idén de ott aztán meglepetésre kikaptak az FC Utrecht csapatától. A BL-ben a csoportkörben kiestek úgy, hogy a csoportkör utolsó fordulója előtt még vezették a csoportot. Az EL-ben pedig azonnal kiestek a 16-os döntőben rosszabb gólkülönbséggel.
Március 13-tól koronavírus járvány miatt határozatlan időre felfüggesztettek minden labdarúgó mérkőzést Hollandiában és Európa legtöbb országában ǃǃǃ
A legutolsó döntések alapján szeptember 1-ig nem lehet többek között labdarúgó mérkőzést sem rendezni Hollandiában, így a bajnokság ezen szezonját is idő előtt befejezték. 
A KNVB döntése alapján nem hirdettek hivatalosan bajnokot. A következő szezonban pedig az európai kupasorozatokban való indulást a bajnokság utolsó sorrendje alapján határozták meg. Így az AFC Ajax csapata a következő szezonban a Bajnokok Ligája rájátszásában vagy csoportkörében kezdhet.

## Csapat

### Csapatmezek
Gyártó: Adidas /
Mezszponzor: Ziggo
| Hazai | Vendég |

### Játékoskeret
Íme az Ajax játékoskerete a szezonban. Ezen a listán a csapat azon játékosai szerepelnek akik legalább 1 tétmérkőzésen pályára léptek. Akik csupán a barátságos mérkőzéseken jutottak szerephez, ők nem szerepelnek a listán. Ilyenek leginkább azok akik már a szezon első tétmérkőzése előtt eligazoltak, vagy azok a fiatalok akik a szezon közben még a fiatalcsapatokban játszottak.
A játékosok nevei után a szezonban lejátszott tétmérkőzések és a szerzett gólok számai szerepelnek.
| Mez           | Ország                     | Név                       | Pozíció   | Bajnokság | Bajnokság | Kupa     | Kupa    | Szuperkupa | Szuperkupa | Európa   | Európa  | Összesen | Összesen | Szerződés vége        | Szezon  |         |         |         |         |
| Mez           | Ország                     | Név                       | Pozíció   | Mérkőzés  | Gólok     | Mérkőzés | Gólok   | Mérkőzés   | Gólok      | Mérkőzés | Gólok   | Mérkőzés | Gólok    | Szerződés vége        | Szezon  |         |         |         |         |
| KAPUSOK       | KAPUSOK                    | KAPUSOK                   | KAPUSOK   | KAPUSOK   | KAPUSOK   | KAPUSOK  | KAPUSOK | KAPUSOK    | KAPUSOK    | KAPUSOK  | KAPUSOK | KAPUSOK  | KAPUSOK  | KAPUSOK               | KAPUSOK | KAPUSOK | KAPUSOK | KAPUSOK | KAPUSOK |
| ------------- | -------------------------- | ------------------------- | --------- | --------- | --------- | -------- | ------- | ---------- | ---------- | -------- | ------- | -------- | -------- | --------------------- | ------- | ------- | ------- | ------- | ------- |
| 1             | portugál                   | Bruno Varela (kölcsönben) | K         | 1         | 0         | 1        | 0       | 0          | 0          | 1        | 0       | 3        | 0        | 2020                  | 2.      |         |         |         |         |
| 24            | kamerun                    | André Onana               | K         | 24        | 0         | 3        | 0       | 1          | 0          | 11       | 0       | 39       | 0        | 2022                  | 4.      |         |         |         |         |
| 33            | horvát                     | Dominik Kotarski          | K         | 0         | 0         | 0        | 0       | 0          | 0          | 0        | 0       | 0        | 0        | 2023                  | 1.      |         |         |         |         |
| 35            | holland                    | Kjell Scherpen            | K         | 0         | 0         | 0        | 0       | 0          | 0          | 0        | 0       | 0        | 0        | 2023                  | 1.      |         |         |         |         |
| VÉDŐK         |                            |                           |           |           |           |          |         |            |            |          |         |          |          |                       |         |         |         |         |         |
| 2             | holland                    | Perr Schuurs              | KH        | 10        | 1         | 1        | 0       | 1          | 0          | 5        | 0       | 17       | 1        | 2022                  | 2.      |         |         |         |         |
| 3             | Hollandia                  | Joël Veltman              | KH / JH   | 19        | 0         | 1        | 0       | 1          | 0          | 9        | 0       | 30       | 0        | 2021                  | 8.      |         |         |         |         |
| 4             | mexikó                     | Edson Álvarez             | KH / VKP  | 12        | 0         | 3        | 0       | 0          | 0          | 8        | 2       | 23       | 2        | 2024                  | 1.      |         |         |         |         |
| 12            | holland · marokkó          | Noussair Mazraoui         | JH / TKP  | 13        | 0         | 1        | 0       | 0          | 0          | 6        | 0       | 20       | 0        | 2022                  | 3.      |         |         |         |         |
| 17            | holland                    | Daley Blind               | BH / VKP  | 20        | 0         | 2        | 0       | 1          | 1          | 11       | 0       | 34       | 1        | 2022                  | 8.      |         |         |         |         |
| 21            | argentína                  | Lisandro Martínez         | BH / VKP  | 24        | 2         | 4        | 0       | 1          | 0          | 12       | 0       | 41       | 2        | 2024                  | 1.      |         |         |         |         |
| 28            | holland · Egyesült Államok | Sergiño Dest              | JH / BH   | 20        | 0         | 4        | 2       | 1          | 0          | 10       | 0       | 35       | 2        | 2022                  | 1.      |         |         |         |         |
| 31            | argentína                  | Nicolás Tagliafico        | BH        | 24        | 3         | 3        | 0       | 0          | 0          | 11       | 2       | 38       | 5        | 2022                  | 3.      |         |         |         |         |
| 41            | holland                    | Jurriën Timber            | KH        | 1         | 0         | 0        | 0       | 0          | 0          | 0        | 0       | 1        | 0        | 2022                  | 1.      |         |         |         |         |
|               | argentína                  | Lisandro Magallán         | KH        | 0         | 0         | 0        | 0       | 1          | 0          | 0        | 0       | 1        | 0        | nyáron kölcsönbe ment | 2.      |         |         |         |         |
| KÖZÉPPÁLYÁSOK |                            |                           |           |           |           |          |         |            |            |          |         |          |          |                       |         |         |         |         |         |
| 6             | Hollandia                  | Donny van de Beek         | TKP       | 23        | 8         | 3        | 0       | 1          | 0          | 10       | 2       | 37       | 10       | 2022                  | 5.      |         |         |         |         |
| 8             | holland                    | Carel Eiting              | VKP / TKP | 6         | 0         | 3        | 0       | 0          | 0          | 1        | 0       | 10       | 0        | 2021                  | 4.      |         |         |         |         |
| 10            | szerb                      | Dušan Tadić               | TKP / KCS | 25        | 11        | 4        | 2       | 1          | 0          | 12       | 3       | 42       | 16       | 2023                  | 2.      |         |         |         |         |
| 18            | román                      | Răzvan Marin              | TKP       | 10        | 0         | 2        | 0       | 1          | 0          | 4        | 0       | 17       | 0        | 2024                  | 1.      |         |         |         |         |
| 19            | marokkó                    | Zakaria Labyad            | TKP       | 2         | 1         | 0        | 0       | 0          | 0          | 1        | 0       | 3        | 1        | 2022                  | 2.      |         |         |         |         |
| 22            | holland · marokkó          | Hakím Zíjes               | TKP       | 21        | 6         | 2        | 0       | 1          | 0          | 11       | 3       | 35       | 9        | 2022                  | 4.      |         |         |         |         |
| 26            | holland                    | Jurgen Ekkelenkamp        | TKP       | 4         | 1         | 3        | 1       | 0          | 0          | 1        | 0       | 8        | 2        | 2022                  | 3.      |         |         |         |         |
| 29            | holland                    | Ryan Gravenberch          | TKP       | 9         | 2         | 2        | 1       | 0          | 0          | 1        | 0       | 12       | 3        | 2021                  | 2.      |         |         |         |         |
|               | holland                    | Dani de Wit               | TKP       | 0         | 0         | 0        | 0       | 0          | 0          | 2        | 0       | 2        | 0        | nyáron eligazolt      | 3.      |         |         |         |         |
|               | dán                        | Lasse Schöne              | VKP / TKP | 0         | 0         | 0        | 0       | 1          | 0          | 0        | 0       | 1        | 0        | nyáron eligazolt      | 8.      |         |         |         |         |
|               | holland                    | Siem de Jong              | TKP / SZT | 4         | 0         | 1        | 3       | 0          | 0          | 4        | 0       | 9        | 3        | télen eligazolt       | 9.      |         |         |         |         |
| TÁMADÓK       |                            |                           |           |           |           |          |         |            |            |          |         |          |          |                       |         |         |         |         |         |
| 7             | brazil                     | David Neres               | SZT       | 12        | 6         | 0        | 0       | 0          | 0          | 8        | 0       | 20       | 6        | 2023                  | 4.      |         |         |         |         |
| 9             | holland                    | Klaas-Jan Huntelaar       | KCS       | 18        | 9         | 3        | 0       | 0          | 0          | 10       | 1       | 31       | 10       | 2020                  | 7.      |         |         |         |         |
| 11            | holland                    | Quincy Promes             | SZT / TKP | 20        | 12        | 1        | 0       | 1          | 0          | 6        | 4       | 28       | 16       | 2024                  | 1.      |         |         |         |         |
| 23            | Burkina Faso               | Lassina Traoré            | KCS       | 9         | 2         | 2        | 2       | 0          | 0          | 1        | 0       | 12       | 4        | 2022                  | 2.      |         |         |         |         |
| 37            | holland                    | Naci Ünüvar               | SZT       | 0         | 0         | 1        | 1       | 0          | 0          | 0        | 0       | 1        | 1        | 2021                  | 1.      |         |         |         |         |
| 40            | holland                    | Sontje Hansen             | SZT       | 1         | 0         | 1        | 0       | 0          | 0          | 0        | 0       | 2        | 0        | 2021                  | 1.      |         |         |         |         |
| 47            | brazil                     | Danilo                    | KCS / SZT | 1         | 0         | 1        | 0       | 0          | 0          | 1        | 1       | 3        | 1        | 2022                  | 1.      |         |         |         |         |
| 49            | holland                    | Ryan Babel (kölcsönben)   | SZT / KCS | 5         | 0         | 2        | 1       | 0          | 0          | 2        | 0       | 9        | 1        | 2020                  | 6.      |         |         |         |         |
|               | dán                        | Kasper Dolberg            | KCS       | 1         | 0         | 0        | 0       | 1          | 1          | 1        | 0       | 3        | 1        | nyáron eligazolt      | 4.      |         |         |         |         |
|               | holland                    | Noa Lang                  | SZT       | 5         | 3         | 1        | 1       | 0          | 0          | 3        | 0       | 9        | 4        | télen kölcsönbe ment  | 2.      |         |         |         |         |

### Vezetők
| Poszt         | Személy           |
| ------------- | ----------------- |
| Csapat elnöke | Hennie Henrichs   |
| Vezetőedző    | Erik ten Hag      |
| Segédedzők    | Michael Reiziger  |
| Segédedzők    | Christian Poulsen |
| Segédedzők    | Richard Witschge  |
| Kapusedző     | Carlo L'Ami       |

## Érkező és tavozó játékosok

### Érkezők
Íme azon új játékosok listája akiket az Ajax még a nyáron vagy már télen szerződtetett le vagy vett kölcsönbe.
| LEIGAZOLT JÁTÉKOSOK | LEIGAZOLT JÁTÉKOSOK | LEIGAZOLT JÁTÉKOSOK | LEIGAZOLT JÁTÉKOSOK | LEIGAZOLT JÁTÉKOSOK |
| Játékos neve        | Pozíció             | Dátum               | Előző klub          | Összeg              |
| ------------------- | ------------------- | ------------------- | ------------------- | ------------------- |
| Edson Álvarez       | hátvéd              | 2019. július        | Club América        | 15 millió €         |
| Quincy Promes       | támadó              | 2019. július        | Sevilla FC          | 15,7 millió €       |
| Kik Pierie          | hátvéd              | 2019. július        | SC Heerenveen       | 5 millió €          |
| Lisandro Martínez   | hátvéd              | 2019. július        | Defensa y Justicia  | 7 millió €          |
| Kjell Scherpen      | kapus               | 2019. július        | FC Emmen            | 1,5 millió €        |
| Răzvan Marin        | középpályás         | 2019. július        | Standard Liége      | 12,5 millió €       |
| ÖSSZESEN:           | ÖSSZESEN:           | ÖSSZESEN:           | ÖSSZESEN:           | 56,7 millió €       |

| KÖLCSÖNBE ÉRKEZETT JÁTÉKOSOK | KÖLCSÖNBE ÉRKEZETT JÁTÉKOSOK | KÖLCSÖNBE ÉRKEZETT JÁTÉKOSOK | KÖLCSÖNBE ÉRKEZETT JÁTÉKOSOK | KÖLCSÖNBE ÉRKEZETT JÁTÉKOSOK |
| Játékos neve                 | Pozíció                      | Eredeti klub                 | Kölcsönidőszak vége          |                              |
| ---------------------------- | ---------------------------- | ---------------------------- | ---------------------------- | ---------------------------- |
| Bruno Varela                 | kapus                        | SL Benfica                   | 2020. június 30.             |                              |
| Ryan Babel                   | támadó                       | Galatasaray SK               | 2020. június 30.             |                              |

### Távozók
Íme a csapat azon játékosai, akik legnagyobb részben már szerepeltek az elsőcsapatban, de a nyáron vagy télen más csapathoz igazoltak, és azok a játékosok, akiket kölcsönadtak más csapatoknak. A kölcsönbe ment játékosok közül általában mindenki a szezon végéig marad a másik csapatban.
| ELIGAZOLT JÁTÉKOSOK      | ELIGAZOLT JÁTÉKOSOK | ELIGAZOLT JÁTÉKOSOK | ELIGAZOLT JÁTÉKOSOK | ELIGAZOLT JÁTÉKOSOK |
| Játékos neve             | Pozíció             | Dátum               | Következő klub      | Összeg              |
| ------------------------ | ------------------- | ------------------- | ------------------- | ------------------- |
| Frenkie de Jong          | középpályás         | 2019 július         | FC Barcelona        | 75 millió €         |
| Daley Sinkgraven         | középpályás         | 2019 július         | Bayer 04 Leverkusen | 5 millió €          |
| Mitchel Bakker           | hátvéd              | 2019 július         | PSG                 | ingyen              |
| Václav Černý             | támadó              | 2019 július         | FC Utrecht          | 900 ezer €          |
| Kostas Lamprou           | kapus               | 2019 július         | Vitesse Arnhem      | ingyen              |
| Matthijs de Ligt         | hátvéd              | 2019 július         | Juventus            | 85,5 millió €       |
| Rasmus Nissen Kristensen | hátvéd              | 2019 július         | Red Bull Salzburg   | 5 millió €          |
| Lasse Schöne             | középpályás         | 2019 augusztus      | Genoa CFC           | 1,5 millió €        |
| Kasper Dolberg           | támadó              | 2019 augusztus      | OGC Nice            | 20,5 millió €       |
| Dani de Wit              | középpályás         | 2019 augusztus      | AZ Alkmaar          | 2 millió €          |
| Mateo Cassierra          | támadó              | 2019 szeptember     | Belenenses          | 1,75 millió €       |
| Luis Manuel Orejuela     | hátvéd              | 2019 november       | Cruzeiro EC         | 1,5 millió €        |
| Siem de Jong             | középpályáa         | 2020 február        | FC Cincinnati       | ingyen              |
| ÖSSZESEN:                | ÖSSZESEN:           | ÖSSZESEN:           | ÖSSZESEN:           | 198,65 millió €     |

| KÖLCSÖNBE ADOTT JÁTÉKOSOK | KÖLCSÖNBE ADOTT JÁTÉKOSOK | KÖLCSÖNBE ADOTT JÁTÉKOSOK | KÖLCSÖNBE ADOTT JÁTÉKOSOK | KÖLCSÖNBE ADOTT JÁTÉKOSOK |
| Játékos neve              | Pozíció                   | Jelenlegi klub            | Kölcsönidőszak vége       |                           |
| ------------------------- | ------------------------- | ------------------------- | ------------------------- | ------------------------- |
| Lisandro Magallán         | védő                      | Deportivo Alavés          | 2020 július               |                           |
| Kaj Sierhuis              | támadó                    | FC Groningen              | 2020 július               |                           |
| Dennis Johnsen            | támadó                    | PEC Zwolle                | 2020 július               |                           |
| Noa Lang                  | támadó                    | Twente Enschede           | 2020 július               |                           |
| Hassane Bandé             | támadó                    | FC Thun                   | 2021 július               |                           |

## Felkészülési mérkőzések

### Nyári felkészülés
| 2019. június 25. 19:00 |

| KVV Quick'20                                   | 2 – 11              | AFC Ajax |
| ---------------------------------------------- | ------------------- | --- |
| Tim Zwienenberg 12' Jesse Kemna 38' (11-esből) | (2 – 7) Jegyzőkönyv | Klaas-Jan Huntelaar 2' 7' (11-esből) Jelle Leenders 15' (öngól) Václav Černý 22' 33' 35' Noa Lang 40' Victor Jensen 63' 86' Dani de Wit 68' (11-esből) Brian Brobbey 89' |

| Sportpark Vondersweijde, Oldenzaal |

| 2019. június 29. 12:00 |

| Aalborg BK        | 1 – 1               | AFC Ajax   |
| ----------------- | ------------------- | ---------- |
| Tom van Weert 17' | (1 – 0) Jegyzőkönyv | Danilo 49' |

| Sportpark Vondersweijde, Oldenzaal |

| 2019. július 6. 14:00 |

| AFC Ajax                                                                     | 5 – 2               | RSC Anderlecht                |
| ---------------------------------------------------------------------------- | ------------------- | ----------------------------- |
| Dani de Wit 25' 28' Kik Pierie 48' Victor Jensen 55' Klaas-Jan Huntelaar 62' | (2 – 1) Jegyzőkönyv | Sidney Sam 45' Kara Mbodj 67' |

| De Toekomst, Amszterdam |

| 2019. július 14. 18:00 |

| AFC Ajax                                  | 2 – 1               | Başakşehir     |
| ----------------------------------------- | ------------------- | -------------- |
| Kasper Dolberg 29' Mert Günok 72' (öngól) | (1 – 0) Jegyzőkönyv | Kerim Frei 76' |

| Mittersill |

| 2019. július 18. 18:00 |

| AFC Ajax                                 | 2 – 1               | Watford FC                |
| ---------------------------------------- | ------------------- | ------------------------- |
| Donny van de Beek 51' Jurriën Timber 90' | (0 – 1) Jegyzőkönyv | Andre Gray 39' (11-esből) |

| Saalfelden |

| 2019. július 22. 14:00 |

| AFC Ajax                                                      | 6 – 2               | ÓFI Kréta                                 |
| ------------------------------------------------------------- | ------------------- | ----------------------------------------- |
| Klaas-Jan Huntelaar 4' 59' Dani de Wit 25' 68' Kik Pierie 57' | (2 – 1) Jegyzőkönyv | Lisandro Semedo 7' Kosmas Tsilianidis 56' |

| De Toekomst, Amszterdam |

| 2019. július 22. 19:00 |

| AFC Ajax              | 1 – 2               | Panathinaikos            |
| --------------------- | ------------------- | ------------------------ |
| Donny van de Beek 25' | (1 – 1) Jegyzőkönyv | Federico Macheda 10' 48' |

| Olimpiai Stadion, Amszterdam Nézőszám: 7.000 |

| 2019. július 29. 14:00 |

| AFC Ajax                | 1 – 1               | Sivasspor        |
| ----------------------- | ------------------- | ---------------- |
| Klaas-Jan Huntelaar 74' | (0 – 1) Jegyzőkönyv | Hakan Yandas 38' |

| Sportpark Ter Specke, Lisse |

### Téli felkészülés
| 2020. január 9. 17:00 |

| AFC Ajax                            | 2 – 0               | AS Eupen |
| ----------------------------------- | ------------------- | -------- |
| Siem de Jong 20' Lassina Traoré 33' | (2 – 0) Jegyzőkönyv |          |

| Al Janoub Stadion, Al-Wakrah |

| 2020. január 11. 17:00 |

| AFC Ajax                                                       | 3 – 1               | Club Brugge KV            |
| -------------------------------------------------------------- | ------------------- | ------------------------- |
| Odilon Kossounou 13' (öngól) Hakím Zíjes 15' Quincy Promes 52' | (2 – 0) Jegyzőkönyv | Thomas Van den Keybus 83' |

| Al Janoub Stadion, Al-Wakrah |

## Tétmérkőzések

### Holland Szuperkupa
| 2019. július 27. 18:00 |

| AFC Ajax                                                            | 2 – 0               | PSV Eindhoven                                           |
| ------------------------------------------------------------------- | ------------------- | ------------------------------------------------------- |
| Kasper Dolberg 1' Daley Blind 53' Joël Veltman 63' Sergiño Dest 78' | (1 - 0) Jegyzőkönyv | Jorrit Hendrix 21' Cody Gakpo 45' Derrick Luckassen 83' |

| Johan Cruijff Arena, Amszterdam Nézőszám: 51.837 Játékvezető: Dennis Higler |

| HOLLAND-SZUPERKUPA 2019  |
| ------------------------ |
| AFC Ajax 9. kupagyőzelem |

### Eredivisie
| 1. forduló 2019. augusztus 3. 18:30 |

| Vitesse Arnhem                              | 2 – 2               | AFC Ajax                                                                                      |
| ------------------------------------------- | ------------------- | --------------------------------------------------------------------------------------------- |
| Matúš Bero 13' 23' Riechedly Bazoer 55' 85′ | (1 – 1) Jegyzőkönyv | Donny van de Beek 30' Dušan Tadić 75' Joël Veltman 71' Nicolás Tagliafico 73' Daley Blind 74' |

| GelreDome, Arnhem Nézőszám: 18.100 Játékvezető: Bas Nijhuis |

| 2. forduló 2019. augusztus 10. 19:45 |

| AFC Ajax                                                                          | 5 – 0               | FC Emmen        |
| --------------------------------------------------------------------------------- | ------------------- | --------------- |
| Donny van de Beek 27' Hakím Zíjes 47' Dušan Tadić 66' Klaas-Jan Huntelaar 80' 88' | (1 – 0) Jegyzőkönyv | Nick Bakker 90' |

| Johan Cruijff Arena, Amszterdam Nézőszám: 53.124 Játékvezető: Serdar Gözübüyük |

| 3. forduló 2019. augusztus 17. 18:30 |

| VVV-Venlo                                                 | 1 – 4               | AFC Ajax |
| --------------------------------------------------------- | ------------------- | --- |
| Evert Linthorst 89' Peter van Ooijen 33' Roel Janssen 49' | (0 – 1) Jegyzőkönyv | Hakím Zíjes 44' Dušan Tadić 49' (11-esből) Klaas-Jan Huntelaar 66' David Neres 76' Lisandro Martínez 27' Donny van de Beek 43' |

| De Koel, Venlo Nézőszám: 8.000 Játékvezető: Danny Makkelie |

| 5. forduló 2019. szeptember 1. 14:30 |

| Sparta Rotterdam                                        | 1 – 4               | AFC Ajax                                                         |
| ------------------------------------------------------- | ------------------- | ---------------------------------------------------------------- |
| Halil Dervişoğlu 75' Mohamed Rayhi 52' Bryan Smeets 59' | (0 – 2) Jegyzőkönyv | Quincy Promes 25' Hakím Zíjes 31' 60' Dušan Tadić 58' (11-esből) |

| Het Kasteel, Rotterdam Nézőszám: 10.599 Játékvezető: Pol van Boekel |

| 6. forduló 2019. szeptember 14. 18:30 |

| AFC Ajax                                                        | 4 – 1               | SC Heerenveen                       |
| --------------------------------------------------------------- | ------------------- | ----------------------------------- |
| Dušan Tadić 14' Nicolás Tagliafico 45' 58' 38' Perr Schuurs 52' | (2 – 1) Jegyzőkönyv | Jens Odgaard 22' Rodney Kongolo 36' |

| Johan Cruijff Arena, Amszterdam Nézőszám: 52.921 Játékvezető: Allard Lindhout |

| 7. forduló 2019. szeptember 22. 16:45 |

| PSV Eindhoven                        | 1 – 1               | AFC Ajax                                            |
| ------------------------------------ | ------------------- | --------------------------------------------------- |
| Donyell Malen 78' Michal Sadilek 35' | (0 – 1) Jegyzőkönyv | Quincy Promes 63' Daley Blind 14' Edson Álvarez 55' |

| Philips Stadion, Eindhoven Nézőszám: 35.000 Játékvezető: Danny Makkelie |

| 4. forduló (elhalasztva) 2019. szeptember 25. 20:45 |

| AFC Ajax                                                               | 5 – 0               | Fortuna Sittard |
| ---------------------------------------------------------------------- | ------------------- | --------------- |
| Quincy Promes 50' 68' 83' 82' David Neres 53' Cian Harries 77' (öngól) | (0 – 0) Jegyzőkönyv | Amadou Ciss 76' |

| Johan Cruijff Arena, Amszterdam Nézőszám: 53.121 Játékvezető: Jeroen Manschot |

| 8. forduló 2019. szeptember 28. 19:45 |

| AFC Ajax                                                             | 2 – 0               | FC Groningen                                                  |
| -------------------------------------------------------------------- | ------------------- | ------------------------------------------------------------- |
| Lisandro Martínez 76' Klaas-Jan Huntelaar 79' Nicolás Tagliafico 75' | (0 – 0) Jegyzőkönyv | Mike te Wierik 6' Django Warmerdam 73′ Charlison Benschop 74' |

| Johan Cruijff Arena, Amszterdam Nézőszám: 53.228 Játékvezető: Björn Kuipers |

| 9. forduló 2019. október 6. 12:15 |

| ADO Den Haag                                          | 0 – 2               | AFC Ajax                                                                         |
| ----------------------------------------------------- | ------------------- | -------------------------------------------------------------------------------- |
| Aaron Meijers 37' Michiel Kramer 43' Danny Bakker 62' | (0 – 1) Jegyzőkönyv | Klaas-Jan Huntelaar 10' David Neres 86' Quincy Promes 35' Nicolás Tagliafico 56' |

| Kyocera Stadion, Hága Nézőszám: 14.733 Játékvezető: Kevin Blom |

| 10. forduló 2019. október 19. 18:30 |

| RKC Waalwijk                        | 1 – 2               | AFC Ajax                          |
| ----------------------------------- | ------------------- | --------------------------------- |
| Saïd Bakari 63' Stijn Spierings 79' | (0 – 0) Jegyzőkönyv | Dušan Tadić 46' Quincy Promes 76' |

| Mandemakers Stadion, Waalwijk Nézőszám: 7.508 Játékvezető: Allard Lindhout |

| 11. forduló 2019. október 27. 16:45 |

| AFC Ajax                                                                   | 4 – 0               | Feyenoord |
| -------------------------------------------------------------------------- | ------------------- | --------- |
| Hakím Zíjes 3' Nicolás Tagliafico 7' David Neres 37' Donny van de Beek 40' | (4 – 0) Jegyzőkönyv |           |

| Johan Cruijff Arena, Amszterdam Nézőszám: 53.968 Játékvezető: Serdar Gözübüyük |

| 12. forduló 2019. november 1. 20:00 |

| PEC Zwolle                                                    | 2 – 4               | AFC Ajax                                                       |
| ------------------------------------------------------------- | ------------------- | -------------------------------------------------------------- |
| Gustavo Hamer 35' 7' Mustafa Saymak 62' 57' Pelle Clement 63' | (1 – 3) Jegyzőkönyv | Quincy Promes 6' 11' David Neres 20' 88' Donny van de Beek 66' |

| Ijsseldelta Stadion, Zwolle Nézőszám: 14.000 Játékvezető: Björn Kuipers |

| 13. forduló 2019. november 10. 12:15 |

| AFC Ajax                                                        | 4 – 0               | FC Utrecht |
| --------------------------------------------------------------- | ------------------- | ---------- |
| Donny van de Beek 14' 40' Dušan Tadić 24' Lisandro Martínez 66' | (3 – 0) Jegyzőkönyv |            |

| Johan Cruijff Arena, Amszterdam Nézőszám: 53.381 Játékvezető: Bas Nijhuis |

| 14. forduló 2019. november 23. 19:45 |

| AFC Ajax                                                         | 4 – 1               | Heracles Almelo    |
| ---------------------------------------------------------------- | ------------------- | ------------------ |
| Quincy Promes 26' 60' Zakaria Labyad 56' Klaas-Jan Huntelaar 87' | (1 – 0) Jegyzőkönyv | Cyriel Dessers 90' |

| Johan Cruijff Arena, Amszterdam Nézőszám: 53.226 Játékvezető: Dennis Higler |

| 15. forduló 2019. december 1. 12:15 |

| Twente Enschede                                                                          | 2 – 5               | AFC Ajax |
| ---------------------------------------------------------------------------------------- | ------------------- | --- |
| Keito Nakamura 15' Aitor 19' Xandro Schenk 11' Godfried Roemeratoe 50' Lindon Selahi 60' | (2 – 1) Jegyzőkönyv | Noa Lang 32' 51' 70' Klaas-Jan Huntelaar 61' 95' Nicolás Tagliafico 42' Noussair Mazraoui 90' Razvan Marin 90' |

| De Grolsch Veste, Enschede Nézőszám: 30.000 Játékvezető: Pol van Boekel |

| 16. forduló 2019. december 6. 20:15 |

| AFC Ajax         | 0 – 2               | Willem Tilburg                                                     |
| ---------------- | ------------------- | ------------------------------------------------------------------ |
| Sergiño Dest 41' | (0 – 1) Jegyzőkönyv | Mike Ndayishimiye 42' (11-esből) Damil Dankerlui 78' Pol Llonch 3' |

| Johan Cruijff Arena, Amszterdam Nézőszám: 54.022 Játékvezető: Björn Kuipers |

| 17. forduló 2019. december 15. 16:45 |

| AZ Alkmaar                                                             | 1 – 0               | AFC Ajax                              |
| ---------------------------------------------------------------------- | ------------------- | ------------------------------------- |
| Myron Boadu 90' Jonas Svensson 59' Jordy Clasie 80' Úszama Idríszi 86' | (0 – 0) Jegyzőkönyv | Hakím Zíjes 69' Lisandro Martínez 90' |

| AFAS Stadion, Alkmaar Nézőszám: 17.002 Játékvezető: Danny Makkelie |

| 18. forduló 2019. december 22. 12:15 |

| AFC Ajax | 6 – 1               | ADO Den Haag                                                                                       |
| --- | ------------------- | -------------------------------------------------------------------------------------------------- |
| Hakím Zíjes 15' Donny van de Beek 23' Jurgen Ekkelenkamp 37' Ryan Gravenberch 39' Dušan Tadić 48' Lassina Traoré 63' Răzvan Marin 74' Sontje Hansen 85' André Onana 90' | (4 – 0) Jegyzőkönyv | John Goossens 90+2' Thom Haye 45+1' Shaquille Pinas 78' Danny Bakker 80′ Crysencio Summerville 89' |

| Johan Cruijff Arena, Amszterdam Nézőszám: 53.976 Játékvezető: Dennis Higler |

| 19. forduló 2020. január 19. 14:30 |

| AFC Ajax                                                     | 2 – 1               | Sparta Rotterdam                |
| ------------------------------------------------------------ | ------------------- | ------------------------------- |
| Donny van de Beek 15' Ryan Gravenberch 60' Quincy Promes 90' | (1 – 0) Jegyzőkönyv | Joël Piroe 74' Adil Auassar 90' |

| Johan Cruijff Arena, Amszterdam Nézőszám: 53.426 Játékvezető: Allard Lindhout |

| 20. forduló 2020. január 26. 14:30 |

| FC Groningen                                                        | 2 – 1               | AFC Ajax                                                                                  |
| ------------------------------------------------------------------- | ------------------- | ----------------------------------------------------------------------------------------- |
| Kaj Sierhuis 16' Ramon Pascal Lundqvist 52' 56' Samir Memišević 77' | (1 – 0) Jegyzőkönyv | Donny van de Beek 72' 90' Nicolás Tagliafico 38' Lisandro Martínez 74' Lassina Traoré 90' |

| Euroborg, Groningen Nézőszám: 22.315 Játékvezető: Jeroen Manschot |

| 21. forduló 2020. február 2. 16:45 |

| AFC Ajax                          | 1 – 0               | PSV Eindhoven     |
| --------------------------------- | ------------------- | ----------------- |
| Quincy Promes 35' Dušan Tadić 47' | (1 – 0) Jegyzőkönyv | Daniel Schwaab 6' |

| Johan Cruijff Arena, Amszterdam Nézőszám: 53.055 Játékvezető: Björn Kuipers |

| 23. forduló 2020. február 16. 14:30 |

| AFC Ajax                                                                               | 3 – 0               | RKC Waalwijk                           |
| -------------------------------------------------------------------------------------- | ------------------- | -------------------------------------- |
| Dušan Tadić 13' (11-esből) Lassina Traoré 52' Klaas-Jan Huntelaar 90' Carel Eiting 50' | (1 – 0) Jegyzőkönyv | Melle Meulensteen 76' Juriën Gaari 78' |

| Johan Cruijff Arena, Amszterdam Nézőszám: 53.291 Játékvezető: Dennis Higler |

| 24. forduló 2020. február 23. 16:45 |

| Heracles Almelo                                                  | 1 – 0               | AFC Ajax                            |
| ---------------------------------------------------------------- | ------------------- | ----------------------------------- |
| Cyriel Dessers 77' Mohammed Osman 41' Orestis Kiomourtzoglou 82' | (0 – 0) Jegyzőkönyv | Ryan Gravenberch 61' Ryan Babel 70' |

| Polman Stadion, Almelo Nézőszám: 12.080 Játékvezető: Pol van Boekel |

| 25. forduló 2020. március 1. 20:00 |

| AFC Ajax | 0 – 2               | AZ Alkmaar                                                           |
| -------- | ------------------- | -------------------------------------------------------------------- |
|          | (0 – 1) Jegyzőkönyv | Myron Boadu 4' Úszama Idríszi 74' Owen Wijndal 67' Ramon Leeuwin 79' |

| Johan Cruijff Arena, Amszterdam Nézőszám: 52.707 Játékvezető: Serdar Gözübüyük |

| 26. forduló 2020. március 7. 19:45 |

| SC Heerenveen                              | 1 – 3               | AFC Ajax                                                 |
| ------------------------------------------ | ------------------- | -------------------------------------------------------- |
| Mitchell van Bergen 67' Rodney Kongolo 89' | (0 – 0) Jegyzőkönyv | Dušan Tadić 57' 60' Quincy Promes 63' Jurriën Timber 12' |

| Abe Lenstra Stadion, Heerenveen Nézőszám: 25.950 Játékvezető: Jeroen Manschot |

| 27. forduló Mérkőzés törölve |

| AFC Ajax | –               | Twente Enschede |
| -------- | --------------- | --------------- |
|          | (–) Jegyzőkönyv |                 |

| Johan Cruijff Arena, Amszterdam |

| 28. forduló Mérkőzés törölve |

| Feyenoord | –               | AFC Ajax |
| --------- | --------------- | -------- |
|           | (–) Jegyzőkönyv |          |

| De Kuip, Rotterdam |

| 29. forduló Mérkőzés törölve |

| AFC Ajax | –               | PEC Zwolle |
| -------- | --------------- | ---------- |
|          | (–) Jegyzőkönyv |            |

| Johan Cruijff Arena, Amszterdam |

| 22. forduló elhalasztva Mérkőzés törölve |

| FC Utrecht | –               | AFC Ajax |
| ---------- | --------------- | -------- |
|            | (–) Jegyzőkönyv |          |

| Stadion Galgenwaard, Utrecht |

| 30. forduló Mérkőzés törölve |

| FC Emmen | –               | AFC Ajax |
| -------- | --------------- | -------- |
|          | (–) Jegyzőkönyv |          |

| De Oude Meerdijk, Emmen |

| 31. forduló Mérkőzés törölve |

| AFC Ajax | –               | Vitesse Arnhem |
| -------- | --------------- | -------------- |
|          | (–) Jegyzőkönyv |                |

| Johan Cruijff Arena, Amszterdam |

| 32. forduló Mérkőzés törölve |

| Willem Tilburg | –               | AFC Ajax |
| -------------- | --------------- | -------- |
|                | (–) Jegyzőkönyv |          |

| Koning Willem II-stadion, Tilburg |

| 33. forduló Mérkőzés törölve |

| AFC Ajax | –               | VVV-Venlo |
| -------- | --------------- | --------- |
|          | (–) Jegyzőkönyv |           |

| Johan Cruijff Arena, Amszterdam |

| 34. forduló Mérkőzés törölve |

| Fortuna Sittard | –               | AFC Ajax |
| --------------- | --------------- | -------- |
|                 | (–) Jegyzőkönyv |          |

| Fortuna Sittard Stadion, Sittard |

#### Bajnoki statisztika
A sárga színnel írt fordulókban el lettek halasztva az Ajax mérkőzései és később rendezték őket meg.
| Fordulók                        | 1  | 2  | 3  | 5  | 6  | 7  | 4  | 8  | 9  | 10 | 11 | 12 | 13 | 14 | 15 | 16 | 17 | 18 | 19 | 20 | 21 | 23 | 24 | 25 | 26 | 27 | 28 | 29 | 22 | 30 | 31 | 32 | 33 | 34 | Összesen |
| ------------------------------- | -- | -- | -- | -- | -- | -- | -- | -- | -- | -- | -- | -- | -- | -- | -- | -- | -- | -- | -- | -- | -- | -- | -- | -- | -- | -- | -- | -- | -- | -- | -- | -- | -- | -- | -------- |
| Fordulónként megszerzett pontok | 1  | 3  | 3  | 3  | 3  | 1  | 3  | 3  | 3  | 3  | 3  | 3  | 3  | 3  | 3  | 0  | 0  | 3  | 3  | 0  | 3  | 3  | 0  | 0  | 3  |    |    |    |    |    |    |    |    |    | 56       |
| Összpontszám növekedése         | 1  | 4  | 7  | 10 | 13 | 14 | 17 | 20 | 23 | 26 | 29 | 32 | 35 | 38 | 41 | 41 | 41 | 44 | 47 | 47 | 50 | 53 | 53 | 53 | 56 |    |    |    |    |    |    |    |    |    | 56       |
| Helyezés a tabellán             | 7. | 3. | 1. | 1. | 1. | 1. | 1. | 1. | 1. | 1. | 1. | 1. | 1. | 1. | 1. | 1. | 1. | 1. | 1. | 1. | 1. | 1. | 1. | 1. | 1. |    |    |    |    |    |    |    |    |    | 1.       |
| Lőtt gólok fordulónként         | 2  | 5  | 4  | 4  | 4  | 1  | 5  | 2  | 2  | 2  | 4  | 4  | 4  | 4  | 5  | 0  | 0  | 6  | 2  | 1  | 1  | 3  | 0  | 0  | 3  |    |    |    |    |    |    |    |    |    | 68       |
| Kapott gólok fordulónként       | 2  | 0  | 1  | 1  | 1  | 1  | 0  | 0  | 0  | 1  | 0  | 2  | 0  | 1  | 2  | 2  | 2  | 1  | 1  | 2  | 0  | 0  | 1  | 2  | 1  |    |    |    |    |    |    |    |    |    | 23       |
| Sárga lapok fordulónként        | 3  | 0  | 2  | 0  | 1  | 2  | 1  | 1  | 2  | 0  | 0  | 1  | 0  | 0  | 3  | 1  | 2  | 3  | 1  | 4  | 1  | 1  | 2  | 0  | 1  |    |    |    |    |    |    |    |    |    | 32       |
| Piros lapok fordulónként        | 0  | 0  | 0  | 0  | 0  | 0  | 0  | 0  | 0  | 0  | 0  | 0  | 0  | 0  | 0  | 0  | 0  | 0  | 0  | 0  | 0  | 0  | 0  | 0  | 0  |    |    |    |    |    |    |    |    |    | 0        |

### Holland kupa

#### 2. forduló
Az Ajax az idei kupasorozat második fordulójában csatlakozott a mezőnyhöz ahogy rajtuk kívül az a másik 3 holland csapat is - PSV, AZ Alkmaar, Feyenoord - akik bejutottak valamelyik európai kupa főtáblájára. Az első ellenfél azonnal egy profi csapat volt, a második ligában szereplő Telstar.
| 2019. december 18. 18:30 |

| Telstar                                                        | 3 – 4               | AFC Ajax                                                                             |
| -------------------------------------------------------------- | ------------------- | ------------------------------------------------------------------------------------ |
| Frank Korpershoek 44' Benaissa Benamar 60' Reda Kharchouch 88' | (1 – 2) Jegyzőkönyv | Noa Lang 25' 67' Sergiño Dest 28' 57' Jürgen Ekkelenkamp 48' Klaas-Jan Huntelaar 90' |

| Rabobank IJmond Stadion, Velsen-Zuid Nézőszám: 4.663 Játékvezető: Joey Kooij |

#### Nyolcaddöntő
A nyolcaddöntőbeli ellenfél egy amatőr csapat volt, az SV Spakenburg.
| 2020. január 22. 20:45 |

| AFC Ajax                                                                                   | 7 – 0               | SV Spakenburg             |
| ------------------------------------------------------------------------------------------ | ------------------- | ------------------------- |
| Siem de Jong 18' 42' 44' Lassina Traoré 49' 52' Dušan Tadić 55' Naci Ünüvar 86' (11-esből) | (3 – 0) Jegyzőkönyv | Thomas van den Houten 52' |

| Johan Cruijff Arena, Amszterdam Nézőszám: 52.017 Játékvezető: Richard Martens |

#### Negyeddöntő
| 2020. február 12. 20:45 |

| Vitesse Arnhem                                  | 0 – 3               | AFC Ajax                                                                                                  |
| ----------------------------------------------- | ------------------- | --- |
| Tim Matavž 22' Bryan Linssen 90' Tim Matavž 83′ | (0 – 1) Jegyzőkönyv | Ryan Babel 32' 22' Ryan Gravenberch 76' Dušan Tadić 85' (11-esből) Donny van de Beek 39' Carel Eiting 69' |

| GelreDome, Arnhem Nézőszám: 18.389 Játékvezető: Bas Nijhuis |

#### Elődöntő
| 2020. március 4. 20:45 |

| FC Utrecht                                                    | 2 – 0               | AFC Ajax                                      |
| ------------------------------------------------------------- | ------------------- | --------------------------------------------- |
| Sander van de Streek 33' Simon Gustafson 65' Sean Klaiber 87' | (1 – 0) Jegyzőkönyv | Klaas-Jan Huntelaar 72' Lisandro Martínez 89' |

| Stadion Galgenwaard, Utrecht Nézőszám: 22.601 Játékvezető: Björn Kuipers |

### Bajnokok Ligája

#### 3. selejtezőkör
| 2019. augusztus 6. 19:00 |

| PAOK Saloniki                     | 2 – 2               | AFC Ajax                                                      |
| --------------------------------- | ------------------- | ------------------------------------------------------------- |
| Chuba Akpom 32' Léo Matos 39' 28' | (2 – 1) Jegyzőkönyv | Hakím Zíjes 10' Klaas-Jan Huntelaar 57' Noussair Mazraoui 37' |

| Túmbasz Stadion, Szaloniki Nézőszám: 23.418 Játékvezető: Slavko Vinčić (szlovén) |

| 2019. augusztus 13. 20:30 |

| AFC Ajax | 3 – 2               | PAOK Saloniki |
| --- | ------------------- | --- |
| Dušan Tadić 43' (11-esből) 85' (11-esből) Nicolás Tagliafico 79' Lisandro Martinez 26' Sergiño Dest 61' André Onana 94' Dušan Tadić | (1 – 1) Jegyzőkönyv | Diego Biseswar 23' 93' 79' Dimitrios Pelkas 30' Omar El Kaddouri 50' Alexandros Paschalakis 55' Dimitrios Giannoulis 65' Léo Matos 84' José Ángel Crespo lefújás után' Dimitrios Limnios lefújás után' |

| Johan Cruijff Arena, Amszterdam Nézőszám: 53.942 Játékvezető: Craig Pawson (angol) |

#### Play Off
| 2019. augusztus 20. 21:00 |

| APOEL Nicosia                          | 0 – 0               | AFC Ajax |
| -------------------------------------- | ------------------- | --- |
| Savvas Gentsoglou 37' Roman Bezjak 46' | (0 – 0) Jegyzőkönyv | Noussair Mazraoui 16' Razvan Marin 18' Joël Veltman 22' Lisandro Martínez 57' Nicolás Tagliafico 75' Noussair Mazraoui 80′ Dušan Tadić 84' |

| Neo GSZP Stadion, Nicosia Nézőszám: 14.549 Játékvezető: Antonio Mateu Lahoz (spanyol) |

| 2019. augusztus 28. 21:00 |

| AFC Ajax                                               | 2 – 0               | APOEL Nicosia                                                                                                |
| ------------------------------------------------------ | ------------------- | --- |
| Edson Álvarez 43' 25' Dušan Tadić 80' Joël Veltman 45' | (1 – 0) Jegyzőkönyv | Dragan Mihajlović 30' Giorgios Merkis 34' Lucas Souza 56' Antonio Jakoliš 62' Joãozinho 69' Roman Bezjak 73' |

| Johan Cruijff Arena, Amszterdam Nézőszám: 51.645 Játékvezető: Felix Zwayer (német) |

#### Csoportkör
| 2019. szeptember 17. 21:00 |

| AFC Ajax                                                                   | 3 – 0               | Lille OSC          |
| -------------------------------------------------------------------------- | ------------------- | ------------------ |
| Quincy Promes 18' Edson Álvarez 50' Nicolás Tagliafico 62' André Onana 39' | (1 – 0) Jegyzőkönyv | Renato Sanches 39' |

| Johan Cruijff Arena, Amszterdam Nézőszám: 51.441 Játékvezető: Srđan Jovanović (szerb) |

| 2019. október 2. 21:00 |

| Valencia CF                                                   | 0 – 3               | AFC Ajax |
| ------------------------------------------------------------- | ------------------- | --- |
| Jaume Costa 45' I Gangin 72' Ezequiel Garay 76' Daniel Parejo | (0 – 2) Jegyzőkönyv | Hakím Zíjes 8' Quincy Promes 34' 81' Donny van de Beek 67' Joël Veltman 12' Nicolás Tagliafico 27' Lisandro Martínez 60' André Onana 62' Daley Blind 82' |

| Estadio Mestalla, Valencia Nézőszám: 44.659 Játékvezető: Daniele Orsato (olasz) |

| 2019. október 23. 18:55 |

| AFC Ajax                              | 0 – 1               | Chelsea FC                         |
| ------------------------------------- | ------------------- | ---------------------------------- |
| Dušan Tadić 49' Lisandro Martínez 65' | (0 – 0) Jegyzőkönyv | Michy Batshuayi 86' Kurt Zouma 84' |

| Johan Cruijff Arena, Amszterdam Nézőszám: 52.482 Játékvezető: Ovidiu Hațegan (román) |

| 2019. november 5. 21:00 |

| Chelsea FC                                                                                        | 4 – 4               | AFC Ajax |
| ------------------------------------------------------------------------------------------------- | ------------------- | --- |
| Jorginho 4' (11-esből) 71' (11-esből) César Azpilicueta 63' 45' Reece James 74' Fikayo Tomori 42' | (1 – 3) Jegyzőkönyv | Tammy Abraham 2' (öngól) Quincy Promes 20' 62' Kepa Arrizabalaga 35' (öngól) Donny van de Beek 55' Joël Veltman 31' Daley Blind 33' Daley Blind 68′ Joël Veltman 69′ |

| Stamford Bridge, London Nézőszám: 39.132 Játékvezető: Gianluca Rocchi (olasz) |

| 2019. november 27. 21:00 |

| Lille OSC                               | 0 – 2               | AFC Ajax                                               |
| --------------------------------------- | ------------------- | ------------------------------------------------------ |
| Reinildo Mandava 29' Victor Osimhen 37' | (0 – 1) Jegyzőkönyv | Hakím Zíjes 2' Quincy Promes 59' Noussair Mazraoui 27' |

| Stade Pierre-Mauroy, Lille Nézőszám: 48.612 Játékvezető: Felix Brych (német) |

| 2019. december 10. 21:00 |

| AFC Ajax                                                                       | 0 – 1               | Valencia CF                                                                            |
| ------------------------------------------------------------------------------ | ------------------- | -------------------------------------------------------------------------------------- |
| Edson Álvarez 10' Nicolás Tagliafico 79' André Onana 81' Donny van de Beek 83' | (0 – 1) Jegyzőkönyv | Rodrigo 24' Jaume Doménech 79' Daniel Parejo 81' Manu Vallejo 86' Gabriel Paulista 92′ |

| Johan Cruijff Arena, Amszterdam Nézőszám: 51.931 Játékvezető: Clément Turpin (francia) |

#### H-csoport eredménye
| Hely. | Csapat      | M | Gy | D | V | G+ | G– | Gk  | P  | Továbbjutás vagy kiesés     |
| ----- | ----------- | - | -- | - | - | -- | -- | --- | -- | --------------------------- |
| 1.    | Valencia CF | 6 | 3  | 2 | 1 | 9  | 7  | +2  | 11 | BL-egyenes kieséses szakasz |
| 2.    | Chelsea FC  | 6 | 3  | 2 | 1 | 11 | 9  | +2  | 11 | BL-egyenes kieséses szakasz |
| 3.    | AFC Ajax    | 6 | 3  | 1 | 2 | 12 | 6  | +6  | 10 | EL-egyenes kieséses szakasz |
| 4.    | Lille OSC   | 6 | 0  | 1 | 5 | 4  | 14 | −10 | 1  |                             |

Azonos pontszám esetén az egymás elleni mérkőzések alapján dől el a sorrend

### Európa Liga

#### 16-os döntő
| 2020. február 20. 18:55 |

| Getafe CF                                                      | 2 – 0               | AFC Ajax                                                |
| -------------------------------------------------------------- | ------------------- | ------------------------------------------------------- |
| Deyverson 37' Kenedy 92' Dakonam Djené 44' Mathías Olivera 57' | (1 – 0) Jegyzőkönyv | Edson Álvarez 36' Nicolás Tagliafico 54' Ryan Babel 55' |

| Coliseum Alfonso Pérez, Madrid Nézőszám: 14.039 Játékvezető: Ruddy Buquet (francia) |

| 2020. február 27. 21:00 |

| AFC Ajax | 2 – 1               | Getafe CF                                                                    |
| --- | ------------------- | ---------------------------------------------------------------------------- |
| Danilo 10' 11' Mathías Olivera 63' (öngól) Daley Blind 66' Lisandro Martínez 76' Carel Eiting 90+3' Klaas-Jan Huntelaar 90+8' | (1 – 1) Jegyzőkönyv | Mata 5' 45+2' David Soria 11' Mauro Arambarri 28' Allan Nyom 40' Etxeita 90' |

| Johan Cruijff Arena, Amszterdam Nézőszám: 51.487 Játékvezető: Anasthasios Sidiropoulos (görög) |

## Sajátnevelések első tétmérkőzése a felnőttcsapatban
A táblázatban azon fiatal játékosok szerepelnek akik az előző 3 évben az Ajax-akadémiáján képezték magukat és közben a fiatalcsapatokat (Ajax A1 vagy Jong Ajax) erősítették. Ebben a szezonban pedig bemutatkoztak a felnőttcsapatban már tétmérkőzésen is.
| Mez | Név            | Pozíció   | Szezon | Előző klub | Debütálás tétmérkőzésen | Debütálás tétmérkőzésen       | Debütálás tétmérkőzésen | Debütálás tétmérkőzésen | Debütálás tétmérkőzésen |
| Mez | Név            | Pozíció   | Szezon | Előző klub | Dátum                   | Első tétmérkőzés              | Mérkőzés típusa         | Gól                     | Életkor                 |
| --- | -------------- | --------- | ------ | ---------- | ----------------------- | ----------------------------- | ----------------------- | ----------------------- | ----------------------- |
| 28  | Sergiño Dest   | JH / BH   | 1.     | Jong Ajax  | 2019. júl. 27.          | AFC Ajax - PSV Eindhoven 2:0  | Holland-Szuperkupa      | -                       | 18 év 266 nap           |
| 40  | Sontje Hansen  | SZT       | 1.     | Jong Ajax  | 2019. dec. 18.          | Telstar - AFC Ajax 3:4        | Holland-kupa (2.)       | -                       | 17 év 214 nap           |
| 37  | Naci Ünüvar    | SZT       | 1.     | Jong Ajax  | 2020. jan. 23.          | AFC Ajax - SV Spankenburg 7:0 | Holland-kupa (3.)       | 1                       | 16 év 223 nap           |
| 47  | Danilo         | SZT / KCS | 1.     | Jong Ajax  | 2020. febr. 23.         | Heracles - AFC Ajax 1:0       | Eredivisie (23.)        | -                       | 20 év 322 nap           |
| 41  | Jurriën Timber | KH        | 1.     | Jong Ajax  | 2020. márc. 7.          | SC Heerenveen - AFC Ajax 1:3  | Eredivisie (26.)        | -                       | 18 év 264 nap           |

## Díjazottak

### Csapaton belül
- Rinus Michels-díj (Év Játékosa):  Hakím Zíjes
- Marco van Basten-díj (Év Tehetsége):  Sergiño Dest
- Abdelhak Nouri-díj (Jövő Tehetsége):  Devyne Rensch

## Mérkőzés statisztika
Minden mérkőzés a rendes játékidőben elért eredmények alapján van besorolva, de a hosszabbításban lőtt gólok is be vannak írva.
| Tipus                | Mérkőzés | Győzelem | Döntetlen | Vereség | Lőtt gólok | Kapott gólok | Gólkülönbség |
| -------------------- | -------- | -------- | --------- | ------- | ---------- | ------------ | ------------ |
| Eredivisie           | 25       | 18       | 2         | 5       | 68         | 23           | + 45         |
| Holland - kupa       | 4        | 3        | 0         | 1       | 14         | 5            | + 9          |
| Holland - szuperkupa | 1        | 1        | 0         | 0       | 2          | 0            | + 2          |
| BL - selejtező       | 4        | 2        | 2         | 0       | 7          | 4            | + 3          |
| BL - csoportkör      | 6        | 3        | 1         | 2       | 12         | 6            | + 6          |
| EL - egyenes kiesés  | 2        | 1        | 0         | 1       | 2          | 3            | - 1          |
| ÖSSZESEN             | 42       | 28       | 5         | 9       | 105        | 41           | + 64         |

## Hazai nézőszámok
Íme az idei szezonban lejátszott összes hazai mérkőzésre kilátogató nézők száma.
| Tipus                | Mérkőzések | Összes néző | Átlag nézőszám |
| -------------------- | ---------- | ----------- | -------------- |
| Eredivisie           | 13         | 693.446     | 53.342         |
| Holland - kupa       | 1          | 52.017      | 52.017         |
| Holland - szuperkupa | 1          | 51.837      | 51.837         |
| BL - selejtező       | 2          | 105.587     | 52.793         |
| BL - csoportkör      | 3          | 155.854     | 51.951         |
| EL - egyenes kiesés  | 1          | 51.487      | 51.487         |
| ÖSSZESEN             | 21         | 1.110.228   | 52.868         |

## Játékos statisztikák

### Góllövőlista
Íme a csapat teljes góllövőlistája az idei szezonban lejátszott tétmérkőzések alapján.
Akárcsak az előző szezonban így idén is a szerb támadó, Dušan Tadić lőtte a legtöbb gólt tétmérkőzésen a csapatban. De ebben a szezonban társgólkirály lett mivel a nyáron érkezett holland Quincy Promes is ugyanannyi gólt szerzett. Mindketten 16-16 gólt szereztek.
A dőlt betűvel írt játékosok szezon közben eligazoltak vagy kölcsönbe mentek.
| No. | Játékos             | Bajnokság | Kupa | Szuperkupa | Bajnokok Ligája | Európa Liga | ÖSSZESEN |
| --- | ------------------- | --------- | ---- | ---------- | --------------- | ----------- | -------- |
| 01. | Quincy Promes       | 12        | 0    | 0          | 4               | 0           | 16       |
| -   | Dušan Tadić         | 11        | 2    | 0          | 3               | 0           | 16       |
| 03. | Donny van de Beek   | 8         | 0    | 0          | 2               | 0           | 10       |
| -   | Klaas-Jan Huntelaar | 9         | 0    | 0          | 1               | 0           | 10       |
| 05. | Hakím Zíjes         | 6         | 0    | 0          | 3               | 0           | 9        |
| 06. | David Neres         | 6         | 0    | 0          | 0               | 0           | 6        |
| 07. | Nicolás Tagliafico  | 3         | 0    | 0          | 2               | 0           | 5        |
| 08. | Noa Lang            | 3         | 1    | 0          | 0               | 0           | 4        |
| -   | Lassina Traoré      | 2         | 2    | 0          | 0               | 0           | 4        |
| 10. | Siem de Jong        | 0         | 3    | 0          | 0               | 0           | 3        |
| -   | Ryan Gravenberch    | 2         | 1    | 0          | 0               | 0           | 3        |
| 12. | Edson Álvarez       | 0         | 0    | 0          | 2               | 0           | 2        |
| -   | Lisandro Martínez   | 2         | 0    | 0          | 0               | 0           | 2        |
| -   | Sergiño Dest        | 0         | 2    | 0          | 0               | 0           | 2        |
| -   | Jürgen Ekkelenkamp  | 1         | 1    | 0          | 0               | 0           | 2        |
| 16. | Daley Blind         | 0         | 0    | 1          | 0               | 0           | 1        |
| -   | Kasper Dolberg      | 0         | 0    | 1          | 0               | 0           | 1        |
| -   | Perr Schuurs        | 1         | 0    | 0          | 0               | 0           | 1        |
| -   | Zakaria Labyad      | 1         | 0    | 0          | 0               | 0           | 1        |
| -   | Naci Ünüvar         | 0         | 1    | 0          | 0               | 0           | 1        |
| -   | Ryan Babel          | 0         | 1    | 0          | 0               | 0           | 1        |
| -   | Danilo              | 0         | 0    | 0          | 0               | 1           | 1        |

### Kanadai ponttáblázat
Íme az Ajax játékosainak elért teljesítménye a kanadai ponttáblázat alapján. Ezen táblázatban azokat a játékosokat (jelenlegi vagy volt játékosokat) lehet látni, akik legalább egy pontot szereztek tétmérkőzésen.
Akárcsak tavaly, idén is Dušan Tadić nyerte meg csapaton belül a ponttáblázatot is, akárcsak a góllövőlistát. Idén 42 mérkőzésen lépett pályára és összesen 35 pontot szerzett. Ezen kívül ő nyerte meg a ponttáblázatot a bajnokságban is és ő lett a bajnokság idei szezonjának gólpasszkirálya is, ezzel megszakítva csapattársa Hakim Ziyech uralmát a gólpasszok terén.
A csapaton belül Dušan Tadić és Hakím Zíjes szerezték a legtöbb gólpasszt a szezon során. Mindketten 19-19 assistot osztottak ki.
A rangsor a pontszám alapján állt össze. Azonos pontszám alapján az van előnyben aki a legtöbb gólt szerezte.
A dőlt betűvel írt játékosok szezon közben eligazoltak vagy kölcsönbe mentek.
| No. | Játékos             | Bajnokság | Bajnokság | Kupa | Kupa     | Szuperkupa | Szuperkupa | Bajnokok Ligája | Bajnokok Ligája | Európa Liga | Európa Liga | PONTSZÁM (G+Gp) | Mérk. sz. |
| No. | Játékos             | Gól       | Gólpassz  | Gól  | Gólpassz | Gól        | Gólpassz   | Gól             | Gólpassz        | Gól         | Gólpassz    | PONTSZÁM (G+Gp) | Mérk. sz. |
| --- | ------------------- | --------- | --------- | ---- | -------- | ---------- | ---------- | --------------- | --------------- | ----------- | ----------- | --------------- | --------- |
| 01. | Dušan Tadić         | 11        | 14        | 2    | 2        | 0          | 0          | 3               | 3               | 0           | 0           | 35 (16+19)      | 42        |
| 02. | Hakím Zíjes         | 6         | 13        | 0    | 0        | 0          | 0          | 3               | 6               | 0           | 0           | 28 (9+19)       | 35        |
| 03. | Quincy Promes       | 12        | 4         | 0    | 0        | 0          | 0          | 4               | 0               | 0           | 0           | 20 (16+4)       | 28        |
| 04. | Donny van de Beek   | 8         | 5         | 0    | 2        | 0          | 1          | 2               | 1               | 0           | 1           | 20 (10+10)      | 37        |
| 05. | Klaas-Jan Huntelaar | 9         | 2         | 0    | 0        | 0          | 0          | 1               | 1               | 0           | 0           | 13 (10+3)       | 31        |
| 06. | Nicolás Tagliafico  | 3         | 4         | 0    | 1        | 0          | 0          | 2               | 1               | 0           | 0           | 11 (5+6)        | 38        |
| 07. | David Neres         | 6         | 1         | 0    | 0        | 0          | 0          | 0               | 1               | 0           | 0           | 8 (6+2)         | 20        |
| 08. | Lassina Traoré      | 2         | 2         | 2    | 2        | 0          | 0          | 0               | 0               | 0           | 0           | 8 (4+4)         | 12        |
| 09. | Sergiño Dest        | 0         | 4         | 2    | 1        | 0          | 0          | 0               | 0               | 0           | 0           | 7 (2+5)         | 35        |
| 10. | Noa Lang            | 3         | 0         | 1    | 0        | 0          | 0          | 0               | 0               | 0           | 0           | 4 (4+0)         | 9         |
| 11. | Ryan Gravenberch    | 2         | 1         | 1    | 0        | 0          | 0          | 0               | 0               | 0           | 0           | 4 (3+1)         | 12        |
| 12. | Siem de Jong        | 0         | 0         | 3    | 0        | 0          | 0          | 0               | 0               | 0           | 0           | 3 (3+0)         | 9         |
| 13. | Lisandro Martínez   | 2         | 1         | 0    | 0        | 0          | 0          | 0               | 0               | 0           | 0           | 3 (2+1)         | 41        |
| -   | Jürgen Ekkelenkamp  | 1         | 1         | 1    | 0        | 0          | 0          | 0               | 0               | 0           | 0           | 3 (2+1)         | 8         |
| 15. | Edson Álvarez       | 0         | 0         | 0    | 0        | 0          | 0          | 2               | 0               | 0           | 0           | 2 (2+0)         | 23        |
| 16. | Daley Blind         | 0         | 1         | 0    | 0        | 1          | 0          | 0               | 0               | 0           | 0           | 2 (1+1)         | 34        |
| -   | Zakaria Labyad      | 1         | 1         | 0    | 0        | 0          | 0          | 0               | 0               | 0           | 0           | 2 (1+1)         | 3         |
| -   | Ryan Babel          | 0         | 0         | 1    | 1        | 0          | 0          | 0               | 0               | 0           | 0           | 2 (1+1)         | 9         |
| 19. | Kasper Dolberg      | 0         | 0         | 0    | 0        | 1          | 0          | 0               | 0               | 0           | 0           | 1 (1+0)         | 3         |
| -   | Perr Schuurs        | 1         | 0         | 0    | 0        | 0          | 0          | 0               | 0               | 0           | 0           | 1 (1+0)         | 17        |
| -   | Naci Ünüvar         | 0         | 0         | 1    | 0        | 0          | 0          | 0               | 0               | 0           | 0           | 1 (1+0)         | 1         |
| -   | Danilo              | 0         | 0         | 0    | 0        | 0          | 0          | 0               | 0               | 1           | 0           | 1 (1+0)         | 3         |
| 23. | Carel Eiting        | 0         | 0         | 0    | 1        | 0          | 0          | 0               | 0               | 0           | 0           | 1 (0+1)         | 10        |

### Lapok
Minden egyes lap be van írva amit Ajax-játékos kapott. Ha egy játékos egy mérkőzésen 2 sárga lap után kapott egy pirosat, mindhárom lap be lett írva.
| SÁRGA LAPOK | SÁRGA LAPOK         | SÁRGA LAPOK | SÁRGA LAPOK | SÁRGA LAPOK | SÁRGA LAPOK | SÁRGA LAPOK     | SÁRGA LAPOK |
| No.         | Játékos neve        | ÖSSZESEN    | Bajnokság   | Kupa        | Szuperkupa  | Bajnokok Ligája | Európa Liga |
| ----------- | ------------------- | ----------- | ----------- | ----------- | ----------- | --------------- | ----------- |
| 01.         | Nicolás Tagliafico  | 10          | 6           | 0           | 0           | 3               | 1           |
| 02.         | Lisandro Martinez   | 9           | 3           | 1           | 0           | 4               | 1           |
| 03.         | Joël Veltman        | 7           | 1           | 0           | 1           | 5               | 0           |
| 04.         | Daley Blind         | 6           | 2           | 0           | 0           | 3               | 1           |
| 05.         | Noussair Mazraoui   | 5           | 1           | 0           | 0           | 4               | 0           |
| -           | André Onana         | 5           | 0           | 0           | 0           | 4               | 0           |
| -           | Quincy Promes       | 5           | 3           | 0           | 0           | 2               | 0           |
| -           | Donny van de Beek   | 5           | 3           | 1           | 0           | 1               | 0           |
| 09.         | Edson Álvarez       | 4           | 1           | 0           | 0           | 2               | 1           |
| 10.         | Sergiño Dest        | 3           | 1           | 0           | 1           | 1               | 0           |
| -           | Razvan Marin        | 3           | 1           | 0           | 0           | 1               | 0           |
| -           | Dušan Tadić         | 3           | 1           | 0           | 0           | 2               | 0           |
| -           | Ryan Babel          | 3           | 1           | 1           | 0           | 0               | 1           |
| -           | Carel Eiting        | 3           | 1           | 1           | 0           | 0               | 1           |
| -           | Ryan Babel          | 3           | 1           | 1           | 0           | 0               | 1           |
| -           | Klaas-Jan Huntelaar | 3           | 0           | 2           | 0           | 0               | 1           |
| 17.         | Hakím Zíjes         | 1           | 1           | 0           | 0           | 0               | 0           |
| -           | Noa Lang            | 1           | 0           | 1           | 0           | 0               | 0           |
| -           | Sontje Hansen       | 1           | 1           | 0           | 0           | 0               | 0           |
| -           | Lassina Traoré      | 1           | 1           | 0           | 0           | 0               | 0           |
| -           | Ryan Gravenberch    | 1           | 1           | 0           | 0           | 0               | 0           |
| -           | Danilo              | 1           | 0           | 0           | 0           | 0               | 1           |
| -           | Jurriën Timber      | 1           | 0           | 1           | 0           | 0               | 0           |

| PIROS LAPOK | PIROS LAPOK       | PIROS LAPOK | PIROS LAPOK | PIROS LAPOK | PIROS LAPOK | PIROS LAPOK     | PIROS LAPOK |
| No.         | Játékos neve      | ÖSSZESEN    | Bajnokság   | Kupa        | Szuperkupa  | Bajnokok Ligája | Európa Liga |
| ----------- | ----------------- | ----------- | ----------- | ----------- | ----------- | --------------- | ----------- |
| 01.         | Noussair Mazraoui | 1           | 0           | 0           | 0           | 1               | 0           |
| -           | Joël Veltman      | 1           | 0           | 0           | 0           | 1               | 0           |
| -           | Daley Blind       | 1           | 0           | 0           | 0           | 1               | 0           |

### Egy tétmérkőzésen legtöbb gólt szerző játékosok
A következő táblázatban a csapat azon játékosai szerepelnek akik az idei szezonban a legtöbb gólt - minimum 3-at - szerezték egy tétmérkőzésen.
| #  | Játékos       | Gólok | Dátum                | Mérkőzés típusa   | Végeredmény                |
| -- | ------------- | ----- | -------------------- | ----------------- | -------------------------- |
| 1. | Quincy Promes | 3     | 2019. szeptember 25. | Eredivisie (4.)   | Ajax - Fortuna Sittard 5:0 |
| 2. | Noa Lang      | 3     | 2019. december 01.   | Eredivisie (15.)  | Twente Enschede - Ajax 2:5 |
| 3. | Siem de Jong  | 3     | 2020. január 22.     | Holland-kupa (3.) | Ajax - SV Spankenburg 7:0  |

### Büntetők
A következő táblázat a csapat idei büntetőit mutatja meg, amiket tétmérkőzéseken lőttek. A büntetők sorrendje a dátum szerint van megadva.
| #  | Játékos     | Büntető  | Dátum                | Mérkőzés tipusa    | Mérkőzés                    |
| -- | ----------- | -------- | -------------------- | ------------------ | --------------------------- |
| 1. | Dušan Tadić | KIHAGYVA | 2019. augusztus 13.  | BL-selejtező (3.)  | Ajax - PAOK Saloniki 3:2    |
| 2. | Dušan Tadić | GÓL      | 2019. augusztus 13.  | BL-selejtező (3.)  | Ajax - PAOK Saloniki 3:2    |
| 3. | Dušan Tadić | GÓL      | 2019. augusztus 13.  | BL-selejtező (3.)  | Ajax - PAOK Saloniki 3:2    |
| 4. | Dušan Tadić | GÓL      | 2019. augusztus 17.  | Eredivisie (3.)    | VVV Venlo - Ajax 1:4        |
| 5. | Dušan Tadić | GÓL      | 2019. szeptember 01. | Eredivisie (5.)    | Sparta Rotterdam - Ajax 1:4 |
| 6. | Naci Ünüvar | GÓL      | 2020. január 22.     | Holland-kupa (3.)  | Ajax - SV Spankenburg 7:0   |
| 7. | Dušan Tadić | GÓL      | 2020. február 12.    | Holland-kupa (1/4) | Vitesse Arnhem - Ajax 0:3   |
| 8. | Dušan Tadić | GÓL      | 2020. február 16.    | Eredivisie (23)    | Ajax - RKC Waalwijk 3:0     |

## Érdekességek és jubileumok
- Az AFC Ajax és az FC Barcelona már 2019 januárjában megegyezett Frenkie de Jong eligazolásában és a fiatal holland tehetség már januárban aláírt a katalánokhoz egy szerződést ami július 1-jén lépett életbe. Az Ajax 75 millió eurót (+11 millió euró bónuszt) kapott a fiatal játékosért és így Frenkie de Jong lett a csapat és a holland bajnokság eddigi legdrágábban eladott játékosa. A bónusszal együtt pedig az eddigi legdrágább holland labdarúgó is lehet.[18]
- Daley Sinkgraven 5 szezon után távozott nyáron a csapattól és a német Bayer 04 Leverkusen csapatához szerződött amit az Ajax korábbi edzője, Peter Bosz irányít. Ő szerette volna leigazolni régi játékosát.[19]
- A csapat edzője, Erik ten Hag meghosszabbította szerződését 2022. június 30-ig.[20]
- Az Ajax meghosszabbította szerződését 2024-ig mezszponzorával, a Ziggo-val.[21]
- Visszatért régi csapatához a holland válogatott labdarúgó, Quincy Promes. Június végén igazolták le a spanyol Sevilla FC csapatától összesen 15,7 millió euróért ami különböző feltételek mellett 17,2 millióra nőhet. Bár sosem játszott ezelőtt az Ajax felnőttcsapatában, viszont fiatalon 6 évig a csapat akadémiáján nevelkedett.[22]
- Hosszas huzavona után július 18-án végül hivatalosan is bejelentették Matthijs de Ligt eligazolását. Az olasz Juventus csapata szerződtette le a fiatal védőt. Összesen 85,5 millió eurót fizettek a játékosért de nem mindet az Ajax-nak. Az Ajax összesen 75 millió eurót kapott az összegból, a játékos ügynöke Mino Raiola pedig a maradék 10,5 millió eurót kapta meg. Ezzel a 85,5 millió euróval De Ligt lett a világ eddigi legdrágább védője, megelőzve a szintén holland Virgil van Dijk-ot.[23]
- Az Ajax csapata július 19-én hivatalosan is leigazolta a fiatal mexikói válogatott védőt, Edson Álvarezt. Ő lett az Ajax történetének első mexikói játékosa.[24]
- A július 29-én lejátszott Holland Szuperkupa-döntőn az Ajax dán támadója, Kasper Dolberg belőtte a Szuperkupa történetének eddigi leggyorsabb gólját. Már a 34. másodpercben góljával vezetéshez jutott az Ajax.
- A bajnokság 1. fordulójában (Vitesse-Ajax 2:2) az Ajax brazil válogatott támadója, David Neres pályára lépett 100. tétmérkőzésén az Ajax csapatánál.
- A bajnokság 2. fordulójában (Ajax - FC Emmen 5:0) az Ajax kameruni válogatott kapusa, André Onana pályára lépett 100. Eredivisie-mérkőzésén az Ajax csapatában. Ő lett az Ajax csapatában az első afrikai játékos aki elérte ezt a határt bajnoki mérkőzéseken.
- A bajnokság 3. fordulójában (Venlo - Ajax 1:4) több jubileum is történt az Ajax csapatánál. A csapat támadója, Klaas-Jan Huntelaar pályára lépett 150. Eredivisie-mérkőzésén az Ajax-ban. A kapus, André Onana lejátszotta az Ajaxnál 100. Eredivisie mérkőzését amikor végig ő állt a kapuban. Ő a csapat 11. kapusa aki elérte az ilyen mérkőzésekkel a 100-as határt.
- A bajnokság 12. fordulójában (PEC Zwolle - Ajax 2:4) az Ajax egy előrehozott mérkőzést játszott november 1-én ami péntekre esett. Így 1750 nap után játszottak újra pénteki napon tétmérkőzést. Utoljára 2015. január 16-án játszottak tétmérkőzést pénteken, az is bajnoki mérkőzés volt.
- 1959 után újra ǃǃǃ A bajnokság 15. fordulójában (Twente - Ajax 2:5) az Ajax fiatal holland támadója, Noa Lang először lépett pályára bajnoki mérkőzésen a kezdőcsapatban. A mérkőzésen mesterhármast szerzett. Utoljára és eddig egyetlen alkalommal 1959-ben Henk Groot-nak sikerült ez az Ajax-ban, hogy első kezdőhelyét három góllal köszönje meg.[25]
- A bajnokság 18. fordulójában (Ajax - ADO 6:1) az Ajax fiatal holland középpályása, Ryan Gravenberch belőtte első bajnoki gólját. A mérkőzés napján 17 éves és 220 napos volt, ezzel ő lett az Ajax 9. legfiatalabb góllövője az Eredivisieben.
- CSAPATON BELÜLI REKORD ǃǃǃ A 2019-es naptári évben az Ajax összesen 163 gólt szerzett ami történetük során az eddigi legtöbb ǃǃǃ Összesen 56 tétmérkőzést játszottak 2019-ben.[26]
- LEGFIATALABB DEBÜTÁNS GÓLLAL ǃǃǃ A január 22-én lejátszott holland kupamérkőzésen (Ajax - SV Spankenburg 7:0) életében először pályára lépett az elsőcsapatban Naci Ünüvar, az Ajax fiatal holland támadója és gólt is lőtt. A mérkőzés napján 16 éves és 223 napos volt, ezzel ő lett a csapat történetének eddigi legfiatalabb játékosa aki első tétmérkőzésén gólt is szerzett.
- Negatív rekord ǃǃǃ Ezen szezonban az Ajax mindkét bajnoki mérkőzésen kikapott - 0ː1 és 0ː2 - az AZ Alkmaar csapatától. Így ez lett az Ajax történetének első Eredivisie-szezonja amikor az AZ Alkmaar mindkét mérkőzésen legyőzte őket, amikor mindkét mérkőzést kapott gól nélkül nyerte meg az AZ és amikor egyik mérkőzésen sem tudtak gólt szerezni az AZ ellen.[27]

### Elhalasztott mérkőzés
- A bajnokság 4. fordulójában levő Fortuna Sittard elleni hazai mérkőzésüket 1 hónappal elhalasztotta a szövetség. Eredetileg augusztus 24-én lett volna a mérkőzés de végül szeptember 25-én játszották le. A halasztás oka az Ajax BL-rájátszásban levő mérkőzése. Ezen kívül ebben a fordulóban a PSV Eindhoven, Feyenoord és AZ Alkmaar mérkőzéseit is elhalasztották az EL-ben való mérkőzések miatt.
- A bajnokság 22. fordulójában a szövetség a február 9-re kiírt 4 bajnoki mérkőzést - köztük az FC Utrecht - AFC Ajax mérkőzést is - elhalasztotta a rossz időjárás (nagyon erős szél) miatt. Ebből kettőt már lejátszottak de a másik 2 mérkőzésnek - Utrecht-Ajax és AZ-Feyenoord - még nincs meg az új időpontja.